# Иристи
Иристи́ (каз. Ырысты) — село у складі Мактааральського району Туркестанської області Казахстану. Входить до складу сільського округу Жолдабая Нурлибаєва.
У радянські часи село називалось Леніно.
Населення — 909 осіб (2021; 1005 у 2009, 800 у 1999, 656 у 1989).